# Regeringen Vanhanen I
Regeringen Vanhanen I var Republiken Finlands 69:e regering 2003–2007. När statsminister Anneli Jäätteenmäki (center) avgick på grund av Irak-skandalen, blev försvarsminister Matti Vanhanen (center) hennes efterträdare. Regeringens partisammansättning förändrades inte vid Vanhanens tillträde. I koalitionen ingick Centern, socialdemokraterna och Svenska folkpartiet. 
Matti Vanhanen fortsatte som statsminister efter valet 2007, men då med en ny ministär med annan partisammansättning, regeringen Vanhanen II.  

## Ministrar
| Minister | Period                                                                               | Parti |
| --- | ------------------------------------------------------------------------------------ | ----- |
| Statsminister Matti Vanhanen                                                                                               | 24 juni 2003–19 april 2007                                                           | C     |
| Finansminister, statsministerns ställföreträdare Antti Kalliomäki Eero Heinäluoma                                          | 24 juni 2003–22 september 2005 23 september 2005–19 april 2007                       | SDP   |
| Utrikesminister Erkki Tuomioja                                                                                             | 24 juni 2003–19 april 2007                                                           | SDP   |
| Utrikeshandels- och utvecklingsminister Paula Lehtomäki Mari Kiviniemi (under Lehtomäkis föräldraledighet) Paula Lehtomäki | 24 juni 2003–2 september 2005 2 september 2005–3 mars 2006 3 mars 2006–19 april 2007 | C     |
| Justitieminister Johannes Koskinen Leena Luhtanen                                                                          | 24 juni 2003–22 september 2005 23 september 2005–19 april 2007                       | SDP   |
| Inrikesminister Kari Rajamäki                                                                                              | 24 juni 2003–19 april 2007                                                           | SDP   |
| Region- och kommunminister Hannes Manninen                                                                                 | 24 juni 2003–19 april 2007                                                           | C     |
| Försvarsminister Seppo Kääriäinen                                                                                          | 24 juni 2003–19 april 2007                                                           | C     |
| Andra finansminister Ulla-Maj Wideroos                                                                                     | 24 juni 2003–19 april 2007                                                           | SFP   |
| Undervisningsminister Tuula Haatainen Antti Kalliomäki                                                                     | 24 juni 2003–22 september 2005 23 september 2005–19 april 2007                       | SDP   |
| Kulturminister Tanja Saarela                                                                                               | 24 juni 2003–19 april 2007                                                           | C     |
| Jord- och skogsbruksminister Juha Korkeaoja                                                                                | 24 juni 2003–19 april 2007                                                           | C     |
| Kommunikationsminister Leena Luhtanen Susanna Huovinen                                                                     | 24 juni 2003–22 september 2005 23 september 2005–19 april 2007                       | SDP   |
| Handels- och industriminister Mauri Pekkarinen                                                                             | 24 juni 2003–19 april 2007                                                           | C     |
| Social- och hälsovårdsminister Sinikka Mönkäre Tuula Haatainen                                                             | 24 juni 2003–22 september 2005 23 september 2005–19 april 2007                       | SDP   |
| Omsorgsminister Liisa Hyssälä                                                                                              | 24 juni 2003–19 april 2007                                                           | C     |
| Arbetsminister Tarja Filatov                                                                                               | 24 juni 2003–19 april 2007                                                           | SDP   |
| Miljöminister Jan-Erik Enestam Stefan Wallin                                                                               | 24 juni 2003–31 december 2006 1 januari 2007–19 april 2007                           | SFP   |